# Faye Dunaway
Dorothy Faye Dunaway (Bascom, Florida, 14 de gener de 1941) és una actriu, productora, realitzadora i guionista estatunidenca.
Comença la seva carrera d'actriu a mitjan dècada del 1960. L'immens èxit de la pel·lícula Bonnie i Clyde el 1967 en fa una estrella. Símbol sexual a les dècades del 1960 i 1970, rep un Oscar el 1976 per a Network. Els seus altres grans èxits inclouen El cas de Thomas Crown, Petit gran home, The Four Musketeers, El colós en flames i Chinatown. A més a més del seu Oscar ha rebut dos BAFTA i tres Globus d'Or.

## Biografia

### Naixement i infantesa
Faye Dunaway neix el 14 de gener de 1941 a Bascom (Florida als Estats Units d'Amèrica) d'una mestressa de casa, Grace Smith (nascuda l'abril de 1922, morta el 1958), i d'un pare oficial de l'exèrcit, John MacDowell Dunaway, Jr. (nascut el 9 d'agost de 1920, mort el 6 de juny de 1984). Passa la seva infantesa viatjant a través dels Estats Units i Europa. Estudia a la Universitat de Boston, la Universitat de l'Estat de Florida i la Universitat de Florida on surt diplomada. El 1962, a l'edat de 21 anys, segueix cursos de teatre a l'American National Theater and Academy. Treballa llavors com a model.

### Començaments en el cinema

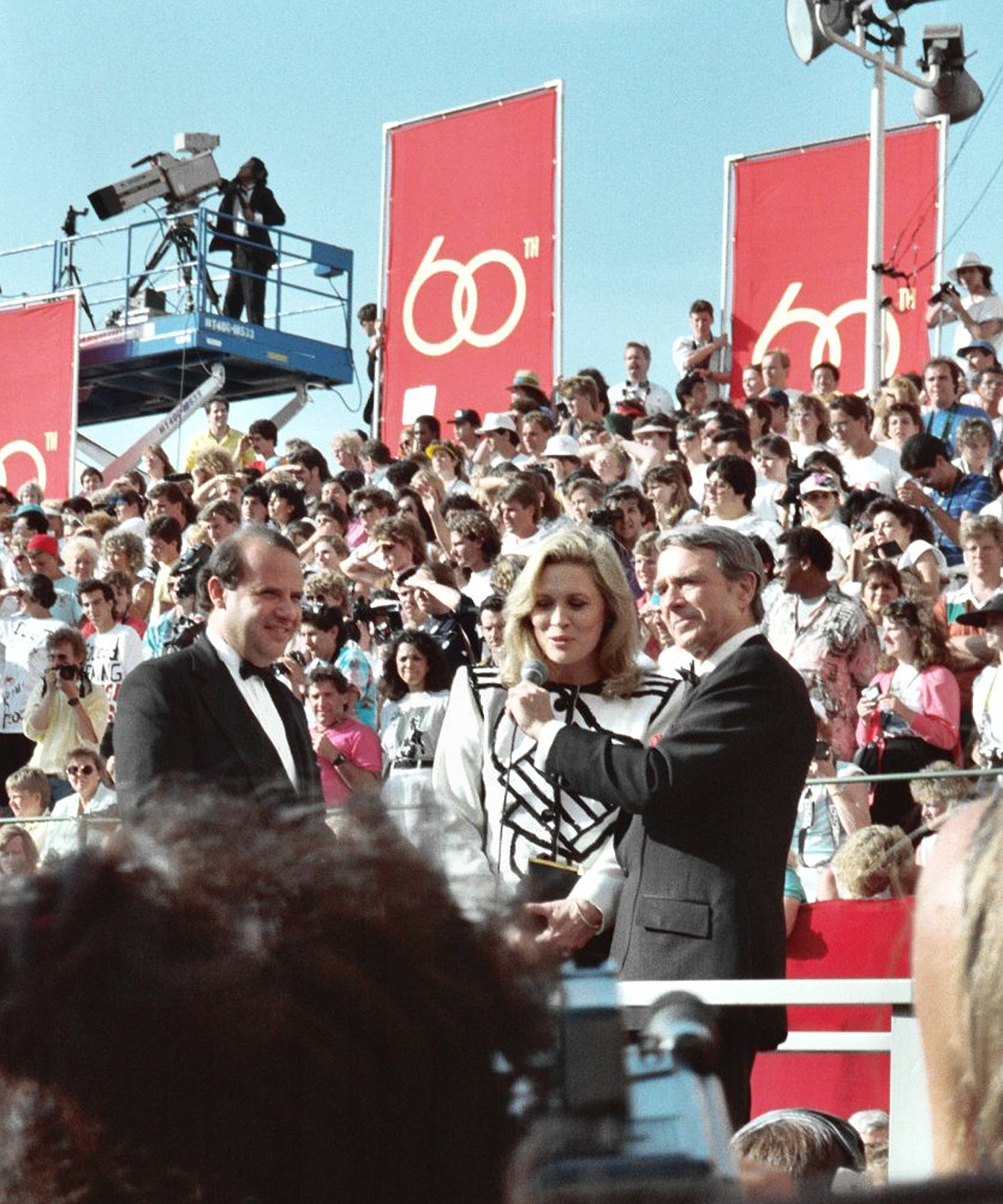
Faye Dunaway entrevistada per Army Archerd a la catifa vermella en ocasió de la 60a cerimònia dels Oscars l'11 d'abril de 1988. Foto d'Alan Light.

El 1965, Warren Beatty escull Faye Dunaway per interpretar la criminal Bonnie Parker en la seva adaptació cinematogràfica Bonnie i Clyde posada en escena per Arthur Penn. Obté el paper en competència amb Ann-Margret, Cher, Shirley MacLaine, Sharon Tate o encara Jane Fonda que per la seva banda ho refusa. La pel·lícula és criticada pel glamour donat als dos assassins, però igualment per la seva violència i el seu humor negre. És tanmateix un enorme èxit comercial i fa de la jove actriu una estrella. És per primera vegada candidata a l'Oscar a la millor actriu i obté un BAFTA. La seva carrera és catapultada i des d'aleshores treballa amb els principals actors de Hollywood sota la direcció de realitzadors de renom.
És gràcies a l'èxit de Bonnie and Clyde que interpreta El cas de Thomas Crown al costat de Steve McQueen. Aquest últim és en principi reticent i prefereix Eva Marie Saint com el realitzador Norman Jewison. Interpreta Vicki Anderson, una detectiva d'assegurances, l'objectiu de la qual és acostar-se al ric home de negocis Thomas Crown, convençuda que és el responsable d'un atracament. La pel·lícula és un èxit i continua sent cèlebre entre altres per a la seqüència de petó de més d'un minut entre Steve McQueen i Faye Dunaway.
El mateix any, té com a parella Marcello Mastroianni a El temps dels amants. Realitzat per Vittorio de Sica, interpreta una dona atesa d'una leucèmia que s'escapa de la seva clínica per aprofitar els seus últims dies.
Amb Kirk Douglas, interpreta The Arrangement el 1969, sota la direcció de Elia Kazan. Treballa de nou per a Arthur Penn a Petit gran home amb Dustin Hoffman. Després, escollit per René Clément gràcies al seu domini de la llengua francesa i del seu fort potencial dramàtic, va a París per rodar La Maison sous les arbres, presentat al Festival Internacional de Cinema de Cannes el 1971. Obté una nova nominació als Globus d'Or, després de Bonnie i Clyde, per a la seva interpretació d'una model a la vora de la depressió a Puzzle Of a Downfall Child.

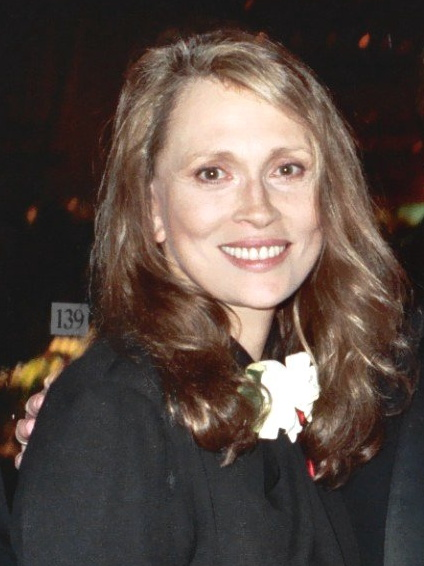
Faye Dunaway a la cerimònia dels €mmy el 1994

Després d'haver participat en dos telefilms un dels quals amb Ricard Chamberlain titulat The Woman Woman I Love, comparteix llavors el cartell d'Oklahoma Crude amb George C. Scott.
Interpreta Milady de Winter en una de les adaptacions de la cèlebre novel·la d'Alexandre Dumas, The Four Musketeers. Posada en escena per Ricard Lester, amb Michael York, Christopher Lee o Charlton Heston. Els actors no saben que el rodatge donarà a llum dues pel·lícules diferents. Els artistes demanden per tant el realitzador i guanyen el procés, no obtenint una indemnització com si haguessin rebut un caché per a cada film.

### Consagració
El 1974, fa un dels seus millors papers: Evelyn Mulwray a Chinatown de Roman Polanski. Hi encarna una dona rica de la qual s'apassiona un detectiu privat. El paper d'aquest va ser per Jack Nicholson. Durant el rodatge, l'actriu, extenuada per l'actitud autoritària del realitzador li hauria llançat a la figura un pot ple de la seva pròpia orina. És de nou nominada per a un Oscar, un Globus d'Or i un BAFTA a la millor actriu.
Coneix llavors Steve McQueen a El colós en flames on interpreta la promesa de Paul Newman. En el rodatge, exigirà com McQueen que cap visitant no se li acosti al plató. Treballa amb Bette Davis al telefilm The Disappearance of Aimee el 1976. Coneguda per al seu temperament difícil, Faye Dunaway no s'entén amb Davis. Aquesta última la descriu com "no professional".
El mateix any, obté l'Oscar i el Globus d'Or a la millor actriu dramàtica per al seu paper de productora de televisió a Network de Sidney Lumet.
Absent de les pantalles el 1977, torna el 1978 amb el paper de Laura Mars a Eyes of Laura Mars, realitzat per Irvin Kershner i guió d'un dels referents del cinema de terror John Carpenter amb Tommy Lee Jones. Hi interpreta una fotògrafa enterbolida per estranyes visions en les quals un assassí sàdic assassina els seus parents. La seva inquietud es confirma quan els seus somnis misteriosos es fan realitat. La pel·lícula és un èxit.

El 1981, accepta interpretar Joan Crawford per a les necessitats de Mama estimada. La pel·lícula segueix les relacions conflictives entre la llegenda del cinema i la seva filla Christina. Faye Dunaway pensa guanyar llavors un segon oscar per a la seva actuació. En l'estrena, les crítiques no són bones. Des d'aleshores, es nega a parlar de la pel·lícula i en les seves entrevistes planteja una llista d'assumptes que refusa abordar.
| « | Detesto realment parlar de Mama estimada ! Quina obsessió ! Per què la gent té necessitat de posar focus en aquest film que he fet fa més de 20 anys. No va ser un bom període de la meva vida i la pel·lícula no és una experiència de la que en vulgui parlar. | » |

 declara. El seu paper és classificat 41è pel American Film Institute sobre els 50 més grans papers de dolent del cinema americà.
L'any següent, intervé a Supergirl que és un fracàs comercial. No obstant això, rep el seu segon Globus d'Or a la millor actriu millor secundària en una sèrie, minisèrie o telefilm per a Ellis Island, les portes de l'esperança de Jerry London. El 1986, intervé amb Mickey Rourke a Barfly.

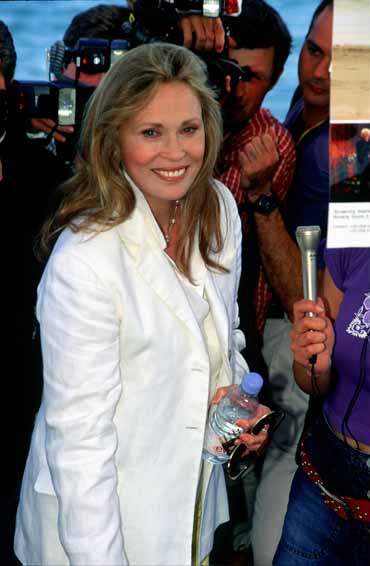
Faye Dunaway al Festival Internacional de Cinema de Cannes el 2001

Reprèn llavors el seu paper d'Evelyn Mulwray per a una petita aparició que no surt als crèdits en la continuació de Chinatown, The Two Jakes de Jack Nicholson. Participa en el rodatge d'El somni d'Arizona realitzat per Emir Kusturica amb Johnny Depp. És gràcies a aquesta comèdia dramàtica que retroba els honors. 1994 és per a ella l'any dels contrasts. Guanya un nou premi Razzie per a The Temp de Tom Holland. És llavors contractada per Andrew Lloyd Webber per a la seva comèdia musical Sunset Boulevard. Considerada com una diva, exigent i difícil que Jack Nicholson havia descrit com espantosa i Roman Polanski com un gegantí dolor al cul, Faye Dunaway es fa acomiadar d'aquesta producció teatral. Perdrà el procés que havia mantingut contra Webber reclamant-li 6.000.000 dòlars. No obstant això, rep un Premi Emmy (per a Columbo - L'homicidi a les dues cares) i una nova proposició al Globus d'Or el mateix any.
El 1996, escriu les seves memòries en un llibre titulat A la Recerca de Gatsby. El títol fet referència a El gran Gatsby (1974), on havia intentat tenir el paper de Mia Farrow. Després, a Boston, es converteix al catolicisme el 27 de desembre. Kevin Spacey la dirigeix llavors a la seva primera pel·lícula Albino Alligator amb Matt Dillon, després treballa al costat d'Angelina Jolie a Gia que li permet guanyar el seu 4t Globus d'Or. Fa llavors una aparició en el remake El secret de Thomas Crown (1999) del qual havia estat l'heroïna trenta anys abans. El mateix any, rods sota la direcció de Luc Besson a Joana d'Arc al paper de Violant d'Aragó i d'Hongria, i torna a Canes per a la presentació en competició de la pel·lícula The Yards de James Gray.
Després de 33 anys davant la càmera, passa darrere produint, escrivint, realitzant i posant en escena en un curtmetratge que se situa als anys 1930, titulat The Yellow Bird que roda en digital l'interès del qual és segons ella l'accessibilitat. Aquesta primera prova havia de ser presentada al Festival internacional de cinema de Marrakech on l'actriu ha anul·lat el seu desplaçament i demana igualment als organitzadors de retirar-la de la competició oficial.
Llavors, interpreta una mare addicta al Xanax que ho ignora tot de l'homosexualitat del seu fill a The Rules of Atraction (2002) i una dona excèntrica a Changing Hearts el mateix any. Amb Neve Campbell, interpreta el thriller Blind Horizon (2003), abans d'enfrontar-se a problemes de droga a El Padrino. Dos anys més tard, apareix com a guest star en un episodi de la sèrie americana CSI: Crime Scene Investigation, abans de rodar diversos segons papers. Acompanya Robert Loggia a Rain i interpreta Déu a Love Hollywood Style el 2006.

En el paper d'una tinent investiga sobre una sèrie d'homicidis estranys a Flick. Per a la promoció de la pel·lícula a Anglaterra, un dels periodistes del Guardian Xan Brooks és el primer a tenir l'oportunitat d'entrevistar-la. Abans de trobar-la el realitzador David Howard li explica les anècdotes que no han de sortir durant l'entrevista, com Mama estimada, Andrew Lloyd Webber, l'adopció del seu fill o inclús la cirurgia plàstica que hauria pogut haver experimentat. L'entrevista passa sense problema fins a la pregunta en relació amb el rodatge de Chinatown i el pot d'orina que hauria llançat sobre Roman Polanski. 
| « | És com si un corrent electric hagués passat pel seu cos. | » |

 dirà Brooks abans de ser insultada per l'actriu malgrat les seves excuses.
El febrer de 2009 interpreta, només un episodi, una metgessa del Seattle Grace Hospital de la cèlebre sèrie Grey's Anatomy on les seves competències són posades en qüestió pel personatge interpretat per Sandra Oh..

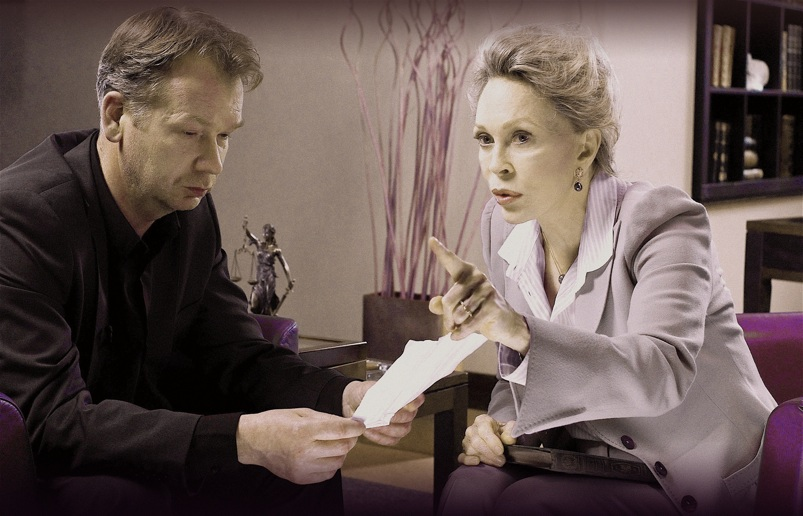
Faye Dunaway & Mirosław Baka, Balladyna, dir. Dariusz Zawiślak

Hilary Duff, estrella de la televisió i de la música pop per a adolescents, s'ha enfrontat amb Faye Dunaway, coneguda per al seu temperament difícil. Esperant que Duff reprengués el seu paper en el remake de Bonnie i Clyde, Dunaway ha deixat anar: 
| « | No haurien pogut escollir com a mínim una actriu de veritat ? | » |

 I la jove actriu va contestar: 
| « | Les meves fans que aniran a veure la pel·lícula no saben qui és ella. Però jo estaria furiosa si tingués el cap que ella té. | » |

## Filmografia
| Any  | Pel·lícula                                                | Paper                              | Notes |
| ---- | --------------------------------------------------------- | ---------------------------------- | --- |
| 1967 | Hurry Sundown                                             | Lou McDowell                       | Premi BAFTA a la millor promesa també per Bonnie i Clyde |
| 1967 | L'esdeveniment (The Happening)                            | Sandy                              | |
| 1967 | Bonnie i Clyde (Bonnie and Clyde)                         | Bonnie Parker                      | Premi BAFTA a la millor promesa també per Hurry Sundown Nominada — Oscar a la millor actriu Nominada — Globus d'Or a la millor actriu dramàtica              |
| 1968 | El cas de Thomas Crown (The Thomas Crown Affair)          | Vicki Anderson                     | |
| 1968 | Amanti                                                    | Julia                              | |
| 1969 | The Extraordinary Seaman                                  | Jennifer Winslow                   | |
| 1969 | El compromís (The Arrangement)                            | Gwen                               | |
| 1969 | A Place for Lovers                                        | Julia                              | |
| 1970 | Petit gran home (Little Big Man)                          | Mrs. Louise Pendrake               | |
| 1970 | Puzzle of a Downfall Child                                | Lou Andreas Sand                   | Nominada — Globus d'Or a la millor actriu dramàtica |
| 1971 | The Deadly Trap                                           | Jill                               | |
| 1971 | Doc                                                       | Katie Elder                        | |
| 1973 | Oklahoma Crude                                            | Lena Doyle                         | |
| 1973 | Els tres mosqueters (The Three Musketeers)                | Milady de Winter                   | |
| 1974 | Chinatown                                                 | Evelyn Cross Mulwray               | Nominada — Oscar a la millor actriu Nominada — BAFTA a la millor actriu Nominada — Globus d'Or a la millor actriu dramàtica                                  |
| 1974 | El colós en flames (The Towering Inferno)                 | Susan Franklin                     | |
| 1974 | Els quatre mosqueters (The Four Musketeers)               | Milady de Winter                   | |
| 1975 | Els tres dies del Còndor (Three Days of the Condor)       | Kathy Hale                         | Nominada — Globus d'Or a la millor actriu dramàtica |
| 1976 | Network                                                   | Diana Christensen                  | Oscar a la millor actriu Premi David di Donatello a la millor actriu estrangera Globus d'Or a la millor actriu dramàtica Nominada — BAFTA a la millor actriu |
| 1976 | El viatge dels maleïts (Voyage of the Damned)             | Denise Kreisler                    | |
| 1978 | Els ulls de Laura Mars (Eyes of Laura Mars)               | Laura Mars                         | |
| 1979 | El campió (The Champ)                                     | Annie                              | |
| 1980 | El primer pecat mortal (The First Deadly Sin)             | Barbara Delaney                    | |
| 1981 | Mama estimada (Mommie Dearest)                            | Joan Crawford                      | Premi Razzie 1981 a la pitjor actriu |
| 1981 | Evita Peron                                               | Evita Peron                        | |
| 1983 | The Wicked Lady                                           | Lady Barbara Skelton               | |
| 1984 | Ordeal by Innocence                                       | Rachel Argyle                      | |
| 1984 | Supergirl                                                 | Selena                             | |
| 1984 | Ellis Island                                              | Maud Charteris                     | Globus d'Or a la millor actriu en minisèrie o telefilm |
| 1984 | Terror in the Aisles                                      |                                    | Material fotogràfic d'arxiu |
| 1985 | Thirteen at Dinner                                        | Jane Wilkinson                     | |
| 1986 | Raspberry Ripple                                          | Matron + "M"                       | |
| 1987 | Barfly                                                    | Wanda Wilcox                       | Nominada — Globus d'Or a la millor actriu dramàtica |
| 1988 | La travessa de mitjanit (Midnight Crossing)               | Helen Barton                       | |
| 1988 | The Gamble                                                | Countess Matilda Von Wallenstein   | La Partita |
| 1988 | Secret en flames (Burning Secret)                         | Mrs. Sonya Tuchman                 | |
| 1989 | Frames from the Edge                                      | Ella mateixa                       | documental |
| 1989 | On a Moonlit Night                                        | Mrs. Colbert                       | In una notte di chiaro di luna |
| 1989 | Espera la primavera, Bandini (Wait Until Spring, Bandini) | Mrs. Hildegarde                    | |
| 1990 | The Handmaid's Tale                                       | Serena Joy                         | |
| 1990 | The Two Jakes                                             | Evelyn Mulwray                     | només veu |
| 1991 | Scorchers                                                 | Thais                              | |
| 1992 | Double Edge                                               | Faye Milano                        | Lahav Hatzui |
| 1993 | El somni d'Arizona (Arizona Dream)                        | Elaine Stalker                     | |
| 1993 | The Temp                                                  | Charlene Towne                     | |
| 1995 | Unzipped                                                  | Ella mateixa – no surt als crèdits | Documental |
| 1995 | Don Juan DeMarco                                          | Marilyn Mickler                    | |
| 1995 | Alcohòlics (Drunks)                                       | Becky                              | |
| 1996 | Dunston Checks In                                         | Mrs. Dubrow                        | |
| 1996 | El cocodril albí (Albino Alligator)                       | Janet Boudreaux                    | |
| 1996 | Cambra segellada (The Chamber)                            | Lee Cayhall Bowen                  | |
| 1997 | In Praise of Older Women                                  | Condesa                            | |
| 1997 | The Twilight of the Golds                                 | Phyllis Gold                       | |
| 1997 | Rebecca                                                   | Mrs. van Hopper                    | Minisèries TV |
| 1998 | Gia                                                       | Wilhelmina Cooper                  | Globus d'Or a la millor actriu en minisèrie o telefilm |
| 1999 | Love Lies Bleeding                                        | Josephine Butler                   | |
| 1999 | El secret de Thomas Crown (The Thomas Crown Affair)       | The Psychiatrist                   | |
| 1999 | Joana d'Arc (The Messenger: The Story of Joan of Arc)     | Violant d'Aragó i d'Hongria        | |
| 2000 | L'altra cara del crim (The Yards)                         | Kitty Olchin                       | |
| 2000 | Stanley's Gig                                             | Leila                              | |
| 2000 | Running Mates                                             | Meg Gable                          | Nominada − Globus d'Or a la millor actriu en minisèrie o telefilm                                                                                            |
| 2001 | Yellow Bird                                               | Aurora Beavis                      | Paper curt – També fa de directora |
| 2001 | Festival in Cannes                                        | Ella mateixa                       | Cameo |
| 2002 | Mid-Century                                               | Blue/Mother                        | |
| 2002 | Changing Hearts                                           | Betty Miller                       | |
| 2002 | Les regles del joc (The Rules of Attraction)              | Mrs. Eve Denton                    | |
| 2002 | Man of Faith                                              | Mae West                           | |
| 2003 | Blind Horizon                                             | Ms. K                              | |
| 2004 | Last Goodbye                                              | Sean Winston                       | |
| 2004 | El Padrino                                                | Fiscal General Navarro             | |
| 2004 | Jennifer's Shadow                                         | Mary Ellen Cassi                   | |
| 2005 | Ghosts Never Sleep                                        | Kathleen Dolan                     | |
| 2006 | Cut Off                                                   | Marilyn Burton                     | |
| 2006 | Love Hollywood Style                                      | God                                | |
| 2006 | Rain                                                      | Isabel Hudson                      | |
| 2007 | Cougar Club                                               | Edith Birnbaum                     | |
| 2007 | Say It in Russian                                         | Jacqueline de Rossy                | |
| 2007 | The Gene Generation                                       | Josephine Hayden                   | |
| 2008 | Flick                                                     | Tinent Annie McKenzie              | |
| 2008 | La Rabbia                                                 | Madre                              | |
| 2009 | Dr. Fugazzi                                               | Detectiu Rowland                   | |
| 2009 | Midnight Bayou                                            | Odette                             | Fet per la TV |
| 2009 | Caroline & The Magic Stone                                | Filomena                           | |
| 2009 | Balladyna                                                 | Dr Ash                             | Coproducció USA-Polònia |